# سفارة المغرب في الأردن
سفارة المغرب في الأردن هي أرفع تمثيل دبلوماسي لدولة المغرب لدى الأردن. تقع السفارة بعمان العاصمة وهي تهدف لتعزيز المصالح المغربية في الأردن.
خالد الناصري هو السفير الحالي منذ 20 أغسطس 2018.

## السفارة
تقع السفارة بحي الشميساني، 1، شارع الحريري، تقاطع شارع يوسف بن تاشفين، الصندوق البريدي 2175, الرمز البريدي 11183،عمان.

## سفراء المغرب في الأردن
| الإسم              | المنصب | صورة | بداية الفترة    | تقديم أوراق الإعتماد | نهاية الفترة   | ملوك المغرب              | ملوك الأردن     |
| ------------------ | ------ | ---- | --------------- | -------------------- | -------------- | ------------------------ | --------------- |
| عبد الكبير الفاسي  | سفير   |      |                 |                      |                | محمد الخامس              | الملك حسين      |
| محمد التازي        | سفير   |      | 1974            |                      | 1977           | الحسن الثاني             | الملك حسين      |
| عبد اللطيف العراقي | سفير   |      |                 | 8 فبراير 1982        |                | الحسن الثاني             | الملك حسين      |
| محمد الطاهر بناني  | سفير   |      | 5 فبراير 1991   |                      |                | الحسن الثاني             | الملك حسين      |
| عبد الحميد الكتاني | سفير   |      | 20 يونيو 1996   |                      |                | الحسن الثاني             | الملك حسين      |
| مهدي العلوي        | سفير   |      |                 |                      | 2003           | الحسن الثاني/محمد السادس | عبد الله الثاني |
| عبد القادر الزاوي  | سفير   |      | 12 ديسمبر 2003  |                      |                | محمد السادس              | عبد الله الثاني |
| محمد ماء العينين   | سفير   |      | 10 يناير 2006   |                      |                | محمد السادس              | عبد الله الثاني |
| لحسن عبد الخالق    | سفير   |      | 26 نوفمبر 2008  | 26 ديسمبر 2008       | 14 سبتمبر 2016 | محمد السادس              | عبد الله الثاني |
| محمد ستري          | سفير   |      | 13 أكتوبر 2016’ |                      | 20 أغسطس 2018  | محمد السادس              | عبد الله الثاني |
| خالد الناصري       | سفير   |      | 20 أغسطس 2018   | 8 سبتمبر 2018        |                | محمد السادس              | عبد الله الثاني |

## المغاربة المقيمين في الأردن
بلغ عدد المغاربة المقيمين في الأردن 3.407 شخصًا بححسب الإحصائيات الرسمية لوزارة الشؤون الخارجية والتعاون الدولي لسنة 2018.